# 고엔트로피 합금
고엔트로피 합금(High entropy alloys)은 여러 금속을 섞어서 잔류 엔트로피가 많은 합금이다.

## 같이 보기
- 잔류 엔트로피
- 엔트로피
- 비결정성 금속
- 흄-로더리 규칙